# رادی مک‌رن
رادی مک‌رن (انگلیسی: Roddy McEachrane; ۳ فوریهٔ ۱۸۷۷ – ۱۶ نوامبر ۱۹۵۲) بازیکن فوتبال اهل بریتانیا بود.
از باشگاه‌هایی که در آن بازی کرده‌است می‌توان به باشگاه فوتبال وستهام یونایتد و باشگاه فوتبال آرسنال اشاره کرد.